# Province de Crémone
La province de Crémone est une province italienne de la Lombardie située dans la plaine du Pô au nord du pays.

## Géographie
La Province de Crémone fait confins au nord avec la province de Bergame et la province de Brescia, à l’est avec la province de Mantoue, au sud avec la région Émilie-Romagne (province de Parme, province de Plaisance), à l’ouest avec la province de Lodi et la province de Milan.
Traditionnellement, pour raisons historiques et morphologiques, la Province de Crémone est divisée en 3 territoires : un dominé par le chef-lieu (Crémone ou il 'cremonese'), un autour de la cité de Crema (il 'cremasco', zone qui comprend les territoires limitrophes avec la province de Milan jusqu’à la zone de Castelleone, partagée avec le territoire de Crémone), et un autre territoire autour de la cité de Casalmaggiore (il 'casalasco').

## Histoire
Les plus antiques repères archéologiques retrouvés dans la Province de Crémone ils sont attribués à Mésolithique, mais c’est seulement au Néolithique que le territoire crémonais accueillit des populations, adonnées a la chasse et à la cueillette ainsi qu’à l’agriculture. Détail important avec la « culture del Vho » (près de Piadena), dont les habitants réalisèrent des cités lacustres le long du cours inférieur du fleuve Oglio.
Pendant l’âge du fer se firent des migrations vers le Plaine du Pô depuis les zones transalpines: ces populations, d’origine celtiques, contrôlèrent le territoire crémonais, sans cependant établir des installations de grandes importances. La zone nord-orientale de la Province fut sujette aux Aulerques Cénomans, établis dans la province de Brescia et concentrés principalement à Piadena. La zone occidentale fut contrôlée par les Insubres, auxquels appartient la place forte de Acerrae, probablement près de l’actuelle Pizzighettone, toutefois sans témoignages archéologiques.
La fondation de la colonie de Crémone, en 218 av. J.-C., premier établissement romain au nord du fleuve Pô, s'inséra comme un coin entre les aires d'influence des deux populations celtiques, permettant aux nouveaux arrivés - formellement alliés avec les Cénomans - de conquérir progressivement le territoire. L'ager cremonensis était compris entre les fleuves Pô, Adda et Oglio, jusqu’à l’actuelle cité de Trigolo. La partie orientale de la Provincia appartient, par contre, probablement au territoire de Bergame.
Un déroulement dans l'histoire politico-administrative du territoire a eu lieu au Haut Moyen Âge avec l'invasion lombarde de l'Italie septentrionale : après la conquête de Crémone, en 603, le territoire fut divisé entre les duchés lombards de Bergamo, Brescia, Plaisance, la circonscription administrative (Gastaldato) de Sospiro (Crémone) et le gouvernement de l’évêché de la cité même.
Entre le Xe et le XIe siècle, la cité de Crémone augmenta son pouvoir : Mathilde de Toscane offrit la liberté à la Commune l'Insula Fulcheria (c'est-à-dire Crema), pendant que les évêques de la cité obtinrent d’importantes concessions économiques de l'Empereur.
Au XIVe siècle la Commune de Crémone arrive à son extension maximale, dépassant les frontières de l'ancien ager romain et même de l'actuelle Province, s’étendant jusqu’au Fosso bergamasco (canal artificiel reliant l’Adda à l’Oglio au sud de Bergame). Ce canal artificiel fut creusé pour délimiter les possessions crémonaises de celles bergamasques et, plus tard, les territoires assujettis à l’influence du duché de Milan de ceux appartenant à la  république de Venise.

## Économie

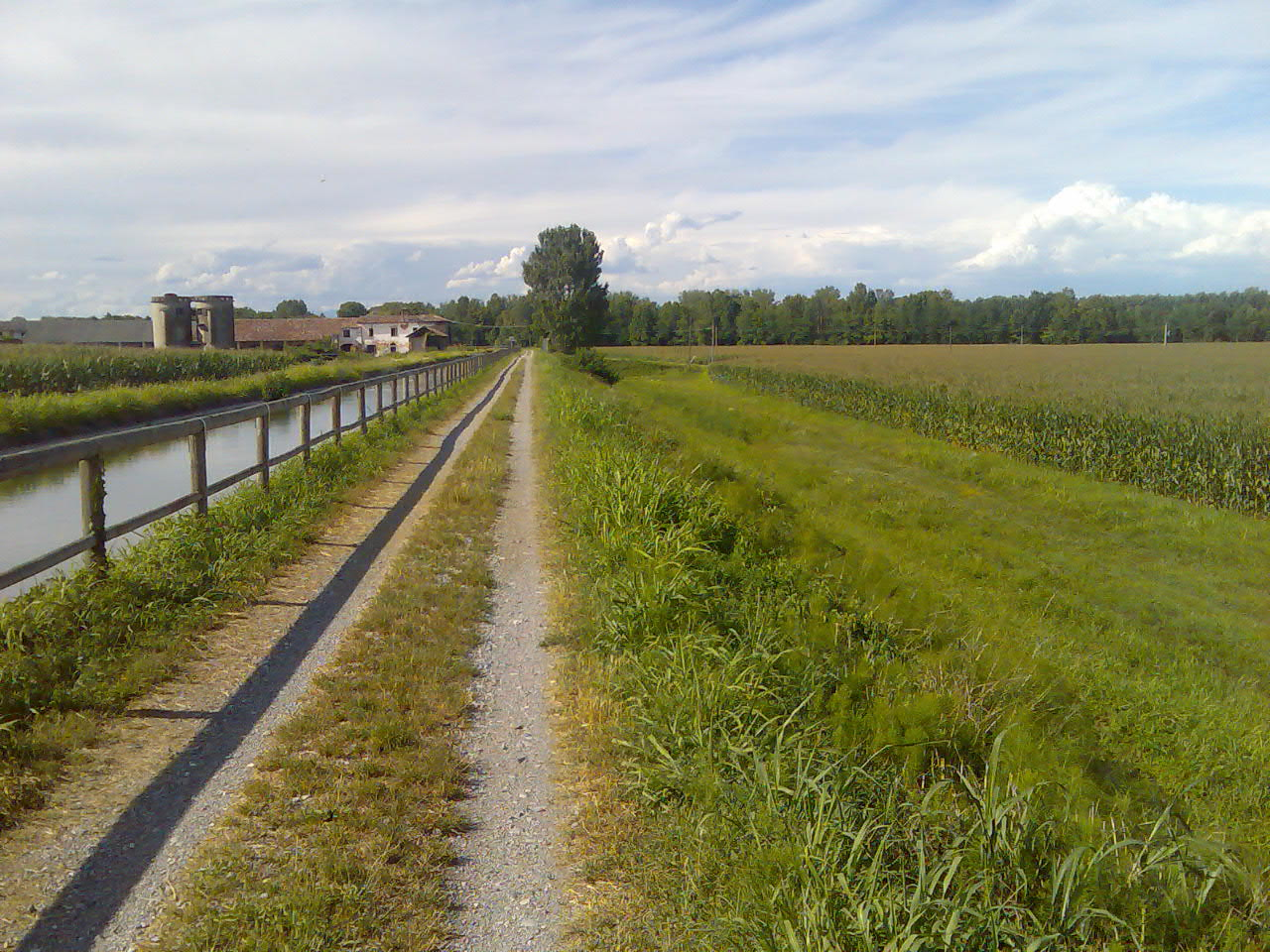
Panorama typique de la campagne cremonaise

Un temps zone exclusivement agricole, et maintenant toujours cette vocation, la province de Crémone présente aussi un nouveau développement industriel et artisanal.
Les cultures plus fréquentes sont le blé, le maïs, la betterave à sucre, le soja, la citrouille, les  tomates.
Élevage très développé des bovins et porc. On trouve de nombreuses industries alimentaires pour la production de salumi, biscuits, pâtes alimentaires, fromages et dérivés du lait, etc.
Il existe une industrie mécanique, une pétrolifère et une énergétique, la majeure partie concentrée près du chef-lieu et des grands centres, Crema en particulier.
L'artisanat est renommé pour la production des instruments à cordes (en particulier violons), de douceurs (comme le touron ou nougat), la pâte avec les « tortelli di zucca » (genre de ravioli rempli de purée de citrouille) à Casalmaggiore et les « tortelli dolci » de Crema (genre de ravioli rempli d'une préparation sucrée à base de biscuits amaretti au cacao écrasés et de raisins secs). La présence du Port-Canal est utile au débarquement des péniches qui remontent le fleuve Pô.

## Transports
Infrastructures de transport en 2006 :
- Routes provinciales 890 km (dont 250 km de routes ex-nationales);
- Autoroute A21 Plaisance-Brescia : 18 km sur les 44 km total ;
- Route communales : 1 291 km ;
- Voies ferrées : 158 km ;
- Canaux : Naviglio di Cremona, Naviglio della Melotta, Naviglio Pallavicino et Canale Vacchelli, Canale Navarolo.

## Fleuves et torrents
- Le fleuve Pô, confins avec la province de Plaisance
- Le fleuve Adda, confins avec la province de Milan
- Le fleuve Oglio, confins avec la province de Brescia
- Le fleuve Serio, qui descend de la province de Bergame

## Musées et monuments
- Dôme de Crémone
- Torrazzo de Crémone
- Cathédrale de Crema
- Dôme de Casalmaggiore (it)
- Cités fortifiées de Crema, Pizzighettone, Soncino
- Château de Pandino (it)

## Aires protégées
- Parc Régional de l'Adda Sud ;
- Parc Régional du Serio ;
- Parc Régional de l'Oglio Nord ;
- Parc Régional de l'Oglio Sud ;
- Méandres du fleuve Tormo ;
- Méandres de Fontanili ;
- Méandres de Romanengo et des Navigli Crémonais ;
- Méandres de Ariadello et de la Vallée des Navigli ;
- Méandres de la vallée du « Serio Morto » ;
- Méandres du Pô et du Morbasco ;
- Méandres des Golena (rives) du Pô ;
- Réserve Régionale de l'Adda « Morta » ;
- Réserve Régionale del Boiosco (forêt) della Marisca ;
- Réserve Régionale Bosco (forêt) Ronchetti ;
- Réserve Régionale della Lanca di Gabbioneta-Binanuova ;
- Réserve Naturelle della Lanca di Gerole ;
- Réserve Régionale delle Lanche di Azzanello ;
- Réserve Régionale Le Bine ;
- Réserve naturelle Naviglio della Melotta ;
- Réserve Régionale della Palata Menasciutto ;
- Monumento Naturelle Bodrio della Cà dei Gatti ;
- Monumento Naturelle Bodrio della Cascina Santa Margherita ;
- Monumento Naturelle Bodrio delle Gerre.

La province de Crémone régit, en outre, une station expérimentale pour la conservation de la flore de plaine, connue comme "Bosco Didattico", qui siège dans la commune de Castelleone.

## Pistes cyclables

### Pistes cyclables actives
- Golena del Po (62 km);
- Pistes des cités fortifiées (Pizzighettone-Soresina-Soncino), 39 km ;
- Piste du Canale Vacchelli (Genivolta-Crema-Spino d'Adda, 35 km) ;
- « Antica Strada Regina » (Crémone-Soresina, 26 km) ;
- Naviglio di Cremona (Crémone-Casalbuttano, 11 km).

### Pistes cyclables en projet
- Prolongement Naviglio di Cremana (Casalbuttano-Genivolta, 14 km) ;
- Piste de Crotta d'Adda (13 km) ;
- Piste de Spinadesco (6 km) ;
- Piste Crémone-Robecco d'Oglio (13 km, qui rejoint la piste réalisée par la Province de Brescia entre Brescia et Ontevico) ;
- Crémone-parc de l'Oglio Sud (15 km) ;
- Crema-Parc de l'Adda Sud (7 km) ;
- Crema-Caravaggio (12 km) ;
- Piste de la Via Postumia (41 km) ;
- Piste Salvirola-Campagnola Cremasca (10 km).

## Sport
Comme la majeure partie du territoire italien, le sport le plus suivi est le calcio. Les clubs les plus notés sont « Unione Sportiva Cremonese », le « Pizzighettone », le « PergoCrema », le « Crema », la « Leoncelli » (Vescovato). Sont suivis aussi l’aviron, le pétanque, le cyclisme, le volley-ball, le basket-ball, le rugby à XV et l'équitation.

## Personnalités célèbres
- Francesco Arata (1890-1956), peintre
- Mario Basiola (1892-1945), baryton
- Geremia Bonomelli (1831-1914), évêque de Crémone
- Giovanni Bottesini (1821-1889), contrebassiste, compositeur et chef d’orchestre
- Francesco Cavalli (1602-1676), compositeur et organiste
- Vincenzo Civerchio
- Francesco Genala (1843-1893), politique
- Amilcare Ponchielli (1834-1886), compositeur et auteur d’opéra
- Claudio Monteverdi (1567-1643), compositeur, violoniste, chanteur, un des créateurs de l’Opéra
- Antonio Stradivari souvent appelé Stradivarius (1644 - 18 décembre 1737), est un luthier italien
- Pietro Vacchelli (1837-1913), ministre sous Garibaldi, instigateur du canal du même nom.
- Giovanni Vailati (en) (1863-1909), philosophe, mathématicien et historien
- Carlo Urbino (1525-1585), peintre Maniériste.
- Ennio Zelioli Lanzini (1899-1976), avocat et politique
- Oreste Perri

## Communes principales
- Crémone - 71 533 habitants
- Crema - 33 393 habitants
- Casalmaggiore - 14 222 habitants
- Castelleone - 9 194 habitants
- Soresina - 8 928 habitants
- Pandino - 8 391 habitants
- Soncino - 7 303 habitants
- Rivolta d'Adda - 7 007 habitants
- Pizzighettone - 6 845 habitants
- Spino d'Adda - 6 533 habitants

### Crédits de traduction
- (it) Cet article est partiellement ou en totalité issu de l’article de Wikipédia en italien intitulé « Provincia di Cremona » (voir la liste des auteurs).